# 张得蒂
张得蒂（1932年—），女，山东菏泽市人，中国雕塑家，曾任中央美术学院教授，中国美术家协会理事，全国城市雕塑艺术委员会委员。